# Frank Hudspeth
Francis Hudspeth (North Tyneside, 20 aprile 1890 – Burnley, 5 febbraio 1963) è stato un calciatore britannico, di ruolo terzino.

## Carriera
Nella classifica generale di presenze con il Newcastle è secondo con 472 (con 37 gol), dietro solamente a Jimmy Lawrence (496).
Ha giocato una partita con la maglia dell'Inghilterra: il 24 ottobre 1925 contro l'Irlanda del Nord (0-0).
Vinse il campionato nella stagione 1926/27 da capitano.